# Elfleda z Nortumbrii
Elfleda z Nortumbrii, Ælfflæd, Aelfleda (ur. 654 w Nortumbrii; zm. 8 lutego 713 Whitby Abbey) – anglosaska księżniczka, ksieni benedyktyńskiego klasztoru Whitby Abbey, święta kościoła katolickiego.
Elfleda była córką potężnego bretwalda Oswiu z Nortumbrii i jego trzeciej żony Enfledy i wnuczką króla Edwina. Większość swego życia spędziła w klasztorze. Gdy była rocznym dzieckiem, ojciec oddał ją do zakonu Hartlepool Abbey, jako dziękczynienie za swoje zwycięstwo nad armią Pendy w bitwie pod Winwaed, by żyła w czystości na chwałę Boga. Wraz z córką Oswiu przekazał klasztorowi znaczne nadania ziemskie, co pozwoliło Hildzie dwa lata później założyć nowy klasztor, w Streaneshalch (późniejsze Whitby), którego została ksienią. Zabrała tam ze sobą Elfledę.
Elfleda nie znała innego życia niż zakonne. Otrzymała staranne wykształcenie i była znana jako inteligentna, religijna i szczerze oddana Bogu zakonnica. Stephen Ripon w swoim Życiu biskupa Wilfryda nazywa ją wręcz świętą dziewicą. Po śmierci Oswiu w 670 roku dołączyła do niej w klasztorze jej matka, Enfleda. Kiedy po długiej chorobie zmarła Hilda, kierownictwo klasztoru objęły wspólnie Enfleda i Elfleda, a po śmierci matki, sama Elfleda. W zarządzaniu klasztorem wspierał ją przez jakiś czas św. Trumwin, misjonarz, który odpoczywał tu po swej trudnej misji wśród Piktów.
Elfleda poszła w ślady matki i dołączyła do stronnictwa popierającego biskupa Wilfryda, stając się osobą o wielkich wpływach w nortumbryjskim kościele. Miała również znaczne wpływy polityczne, z racji swego pochodzenia i zaangażowania w sprawy bieżące. Beda twierdzi, że spotkała się ze św. Cuthbertem z Lindisfarne, który przekazał jej swoją wizję szybkiego końca rządów i rychłej śmierci jej brata Egfryta. Historycy zauważają, że odegrała istotną rolę w rozstrzygnięciu sukcesji po Egfrycie, udzielając poparcia Aldfrithowi (za radą Cuthberta), a po jego śmierci również jego synowi Osredowi. Próbowała również zażegnać konflikt między biskupem Wilfrydem a nortumbryjską rodziną panującą, z której sama pochodziła. O mediację w tej sprawie prosił ją sam arcybiskup Canterbury Teodor. Nie udało jej się to za życia króla Aldfritha, ale przekazał jej na łożu śmierci życzenie, by jego następca pojednał się z biskupem.
Św. Cuthbert był wielkim autorytetem dla Elfledy, która szukała u niego rady. Jej oddanie sięgało tak daleko, że gdy zmogła ją choroba, posłała posłańca z prośbą o jakiś przedmiot należący do niego, wierząc, że przyniesie jej uzdrowienie. Według legendy Cuthbert miał jej przysłać kawałek płótna, którym się przepasała i ozdrowiała w ciągu nocy. Ich przyjaźń była tak silna, że Elfleda była przy translacji Cuthberta i osobiście owinęła jego szczątki w prześcieradło.
Elfleda zmarła 8 lutego 713 roku. Pochowano ją w opactwie Whitby, gdzie spoczywały już wcześniej szczątki jej dziada Edwina, ojca Oswiu i matki Enfledy. Już za życia cieszyła się opinią świętej, a po śmierci i translacji jej kult dalej się rozwijał. Dniem jej wspomnienia jest 8 lutego.